# Kinderanalyse (Zeitschrift)
Kinderanalyse ist eine deutschsprachige Fachzeitschrift für Psychoanalyse im Kindes- und Jugendalter und ihre Anwendung im Bereich der Kinder- und Jugendpsychiatrie und -psychotherapie sowie der klinischen Psychologie und Pädagogik.
Sie erscheint vierteljährlich im Klett-Cotta Verlag und wurde 1992 von Jochen Storck gegründet. Die Auflage liegt bei rund 1000 Exemplaren in Form von gedruckten Heften oder in digitalem Format.
Herausgeber sind Daniel Barth, Michael Günter und Kai von Klitzing.
Inhaltlicher Fokus sind Theorien der Kinder- und Jugendlichen Psychoanalyse, wissenschaftliche Forschung sowie klinische Fallstudien zu diesem Gebiet. Darüber hinaus publiziert sie Buchbesprechungen und kommentierte historische Arbeiten. Etwa jedes zweite Heft ist ein Heft mit Themenschwerpunkten wie „Das Trauma im Erleben von Kindern und Jugendlichen“, „Säuglings-/Kleinkind-Eltern Kleinkindpsychotherapie“ oder „Geschlechtsidentität und Vielfalt“.